# Stolzenberg (Rothaargebirge)
Der Stolzenberg ist ein 623,7 m hoher, bewaldeter Berg bei Hesborn, einem Stadtteil von Hallenberg im Hochsauerlandkreis, Nordrhein-Westfalen.

## Geographische Lage
Der Berg ist Teil der Ostabdachung des Rothaargebirges im Ostteil des Naturparks Sauerland-Rothaargebirge im Hesborner Wald. Sein Gipfel befindet sich etwa 1 km nördlich des Ortszentrums von Hesborn. Der 757,7 m hohe Bollerberg mit dem 15 m hohen Bollerbergturm liegt etwa 1,3 km westlich. Entlang der Westflanke des Stolzenbergs verläuft in allgemein südöstlicher Richtung das Talwasser, das nach Durchfließen von Hesborn an dessen südlichem Ortsausgang in den Nuhne-Zufluss Olfe (auch Ölfe) mündet.

## Naturräumliche Zuordnung
Der Stolzenberg liegt in unmittelbarer Nähe zur montanen naturräumlichen Einheit Hohe Seite (333.7) der Haupteinheit „Rothaargebirge (mit Hochsauerland)“ (333). Er liegt jedoch bereits knapp im Naturraum „Hallenberger Hügelland“ (332.41), der in der Haupteinheit „Ostsauerländer Gebirgsrand“ (332) zur Untereinheit „Medebacher Bucht“ (332.4) gehört.

## Burgstall Stolzenburg
Auf dem Berg befinden sich die Reste der Wallanlagen einer 1694 als zerstört bezeichneten mittelalterlichen Burg, in deren Schutz die Siedlungen Hesborn und Wolmerkusen (heute wüst) entstanden. Vom frühen 14. Jahrhundert bis mindestens 1415 war diese Burg Sitz der Herren von Wolmerkusen, die zu den kurkölnischen Burgmannen Hallenbergs gehörten. Sie wanderten bald danach ins Waldecksche ab, wurden in der Folge als die von Wolmeringhausen bezeichnet und starben 1635 im Mannesstamm aus.